# اداموا، جیمینا نوو میاستو
اداموا، جیمینا نوو میاستو (به لاتین: Adamowo, Gmina Nowe Miasto) در لهستان است که در Gmina Nowe Miasto واقع شده‌است.